# Chetan Anand (Regisseur)

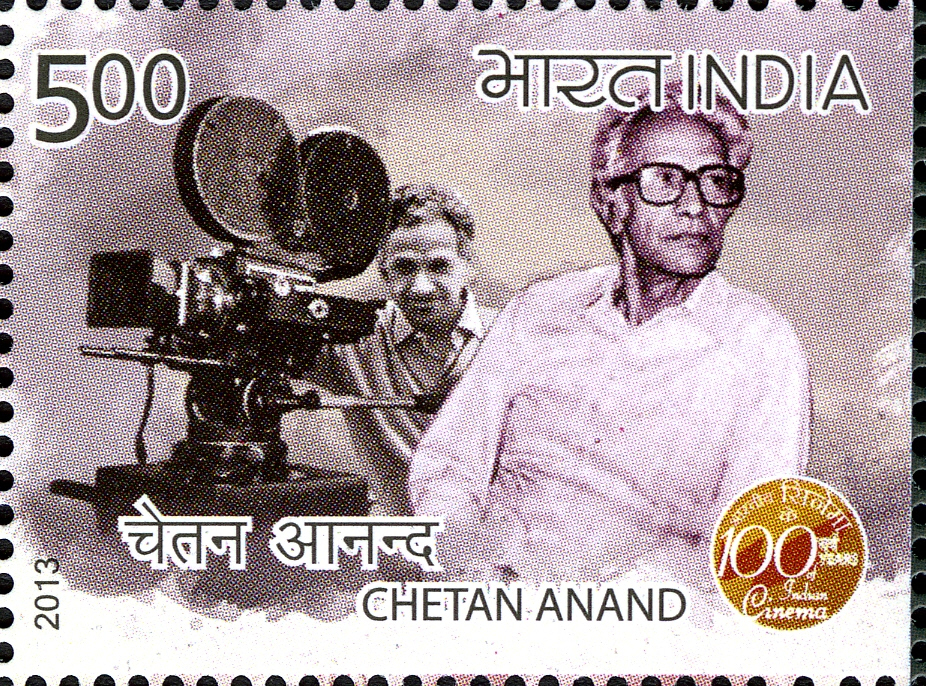
Chetan Anand

Chetan Anand (Hindi: चेतन आनंद, Cetan Ānand; * 3. Januar 1915 in Lahore, Punjab; † 10. Juli 1997 in Delhi, Delhi) war ein indischer Filmregisseur und -produzent.

## Leben
Chetan Anand kam 1944 zum Film und hatte seine erste Rolle in Phani Majumdars Rajkumar. Sein Regiedebüt wurde der Film Neecha Nagar (1946), der bei den Filmfestspielen von Cannes desselben Jahres mit dem Grand Prix ausgezeichnet wurde. Es war gleichzeitig der Debütfilm der Schauspielerin Kamini Kaushal.
1949 gründete Chetan gemeinsam mit seinem jüngeren Bruder Dev Anand die Filmproduktionsgesellschaft Navketan Productions, ihre erste Produktion wurde Afsar (1950) mit Dev in der Hauptrolle. Erfolg hatten sie auch mit Taxi Driver (1954).
Später produzierte er Filme unter der Firma Himalaya Films, die er mit dem Kameramann Jal Mistry, dem Filmmusikkomponisten Madan Mohan und dem Songtexter Kaifi Azmi gegründet hatte. Im Team schufen die einige der bekanntesten Hindi-Filme, darunter Haqeeqat (1964), Heer Ranjha (1970), Hanste Zakhm (1973) und Hindustan Ki Kasam (1973). Für Haqeeqat erhielt Chetan Anand einen National Film Award. 1988 wurde die von Anand produzierte Fernsehserie Param Vir Chakra auf Doordarshan ausgestrahlt.
Nachdem er sich von seiner Frau getrennt hatte, lebte Chetan Anand lange Zeit bis zu seinem Tod mit der Schauspielerin Priya Rajvansh zusammen. Diese spielte die Hauptrolle in Anands Haqeeqat und allen seinen folgenden Filmen.
Im Jahr 2000 wurde Priya Rajvansh wegen Erbstreitigkeiten ermordet und Anands beide Söhne Ketan und Vivek Anand zu lebenslanger Haft wegen Mordes verurteilt.